# Folschviller
Folschviller (deutsch Folschweiler) ist eine französische Gemeinde mit 3937 Einwohnern (Stand 1. Januar 2022) im Département Moselle in der Region Grand Est (bis 2015 Lothringen). Sie gehört zum Arrondissement Forbach-Boulay-Moselle und zum Gemeindeverband Saint-Avold Synergie.

## Geografie
Folschviller liegt etwa fünf Kilometer südwestlich von Saint-Avold, nahe der Grenze zum Saarland auf einer Höhe von 270 m über dem Meer. Durch den Südosten der Gemeinde fließt die obere Nied Allemande (Deutsche Nied). Der Norden des Gemeindegebietes ist bewaldet (Bois de Furst), auch südöstlich der Nied hat die Gemeinde einen Anteil an einem Waldgebiet (Ubernied).
Der alte Dorfkern mit der Kirche im Süden und die ehemalige Bergbausiedlung Cíté Furst im Norden sind zusammengewachsen. Etwa in der Mitte entstand so ein neues Zentrum mit Marktplatz, Rathaus (Mairie) und Schule.
Nachbargemeinden von Folschviller sind Saint-Avold und Valmont im Norden, Altviller im Nordosten, Vahl-Ebersing und Lelling im Südosten, Teting-sur-Nied im Südwesten sowie Laudrefang im Nordwesten.

## Geschichte
Weitere Schreibweisen lauteten: Wolswilre (1275), Folchweiler (1751), Folschweiler (1793), Folschwiller (19. Jh.).

Folschwiller war vor der Französischen Revolution Teil der Trois-Évêchés in der ehemaligen Grafschaft Kriechingen (Comté de Créhange).
Von 1909 bis 1979 wurde in Folschviller Steinkohle gefördert. Nach dem Zweiten Weltkrieg wurde die Förderung intensiviert und es entstand die Arbeitersiedlung Cité Furst.

### Bevölkerungsentwicklung
| Jahr      | 1962 | 1968 | 1975 | 1982 | 1990 | 1999 | 2006 | 2013 | 2021 |
| Einwohner | 5078 | 4825 | 4712 | 4957 | 4581 | 4635 | 4350 | 4147 | 3957 |

Im Jahr 1962 wurde mit 5078 Bewohnern die bisher höchste Einwohnerzahl ermittelt. Die Zahlen basieren auf den Daten von cassini.ehess und INSEE.

## Sehenswürdigkeiten
- Geburtskirche (Église Paroissiale de la Nativité-la-Bienheureuse-Vierge-Marie), anstelle eines Vorgängerbaues 1832 errichtet (Chor), durch neuen Turm 1863 erweitert[4]
- Kirche St. Johannes Bosco (Église Saint-Jean-Bosco) im Quartier Furst
- Vierzehn-Nothelfer-Kapelle (Chapelle des Saints-Auxiliaires), vor 1781 gebaut[5]

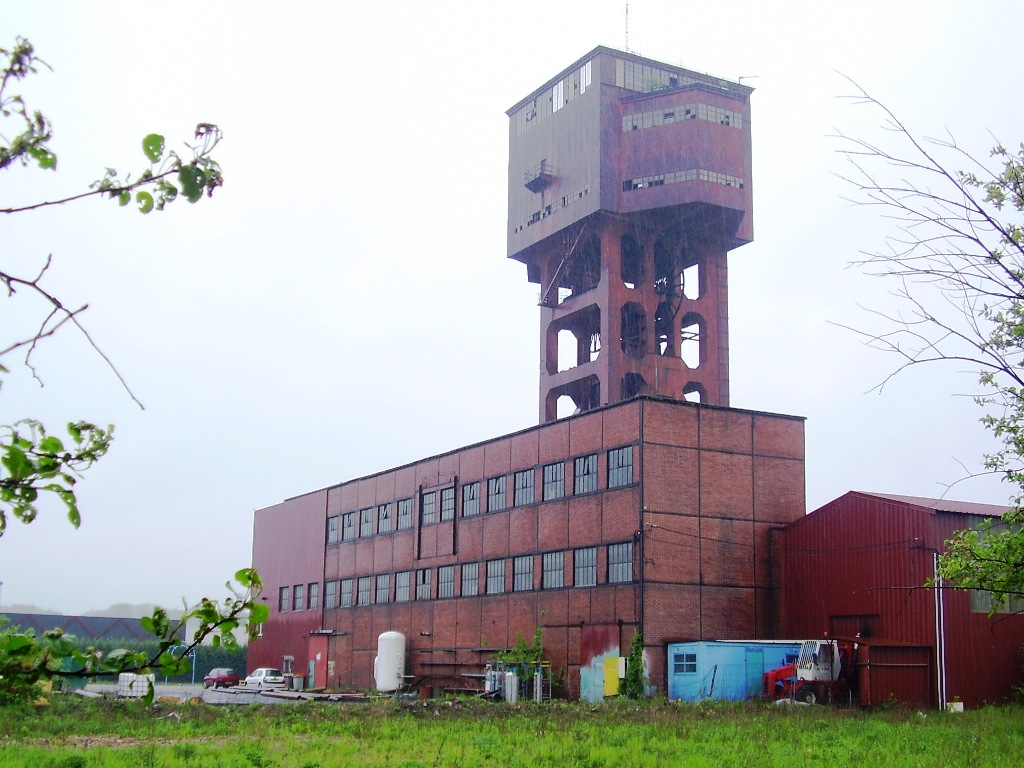
Förderturm des ehemaligen Schachtes Folschviller 1
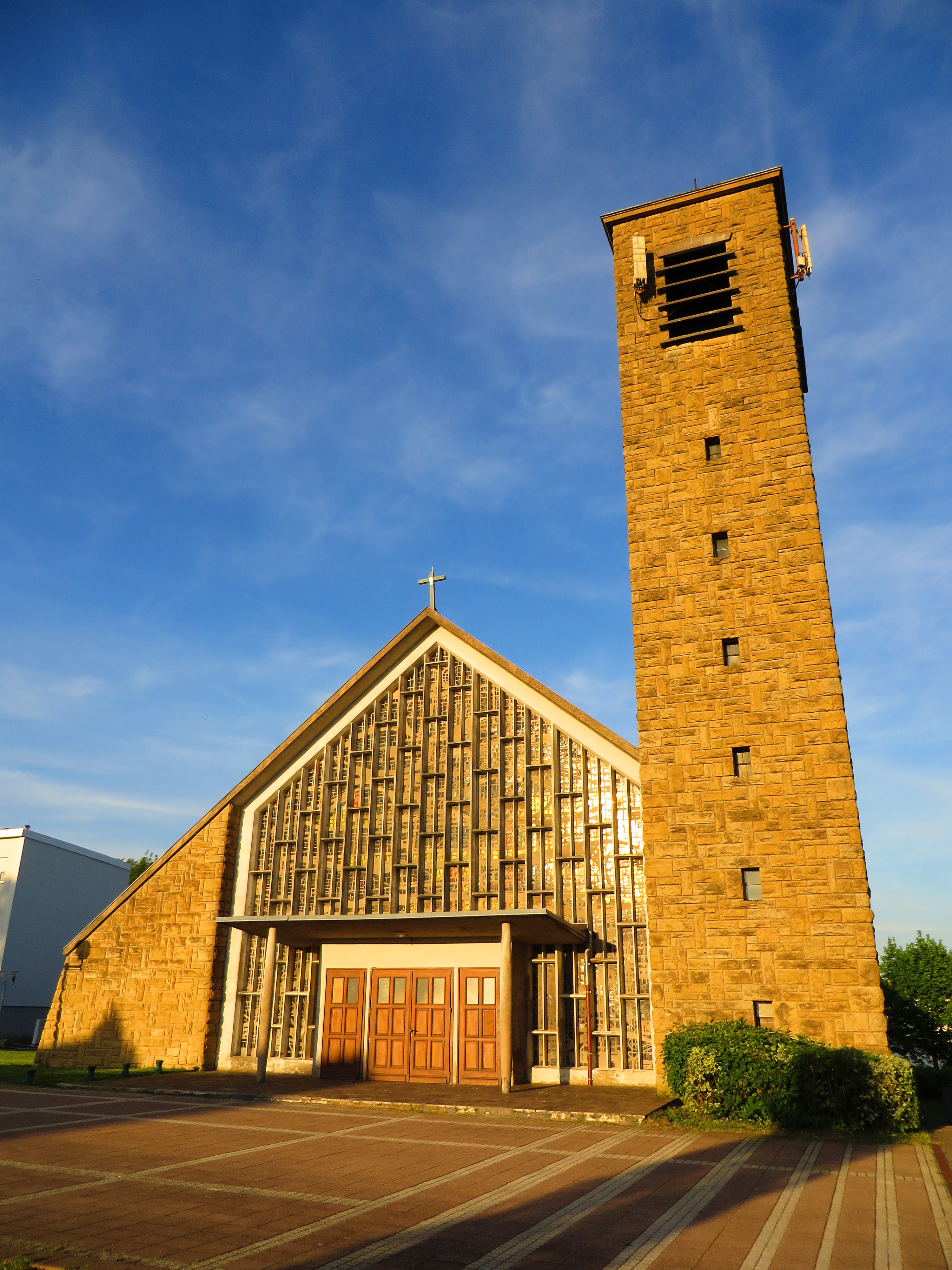
Kirche Saint-Jean-Bosco in der Bergarbeitersiedlung Cité Furst
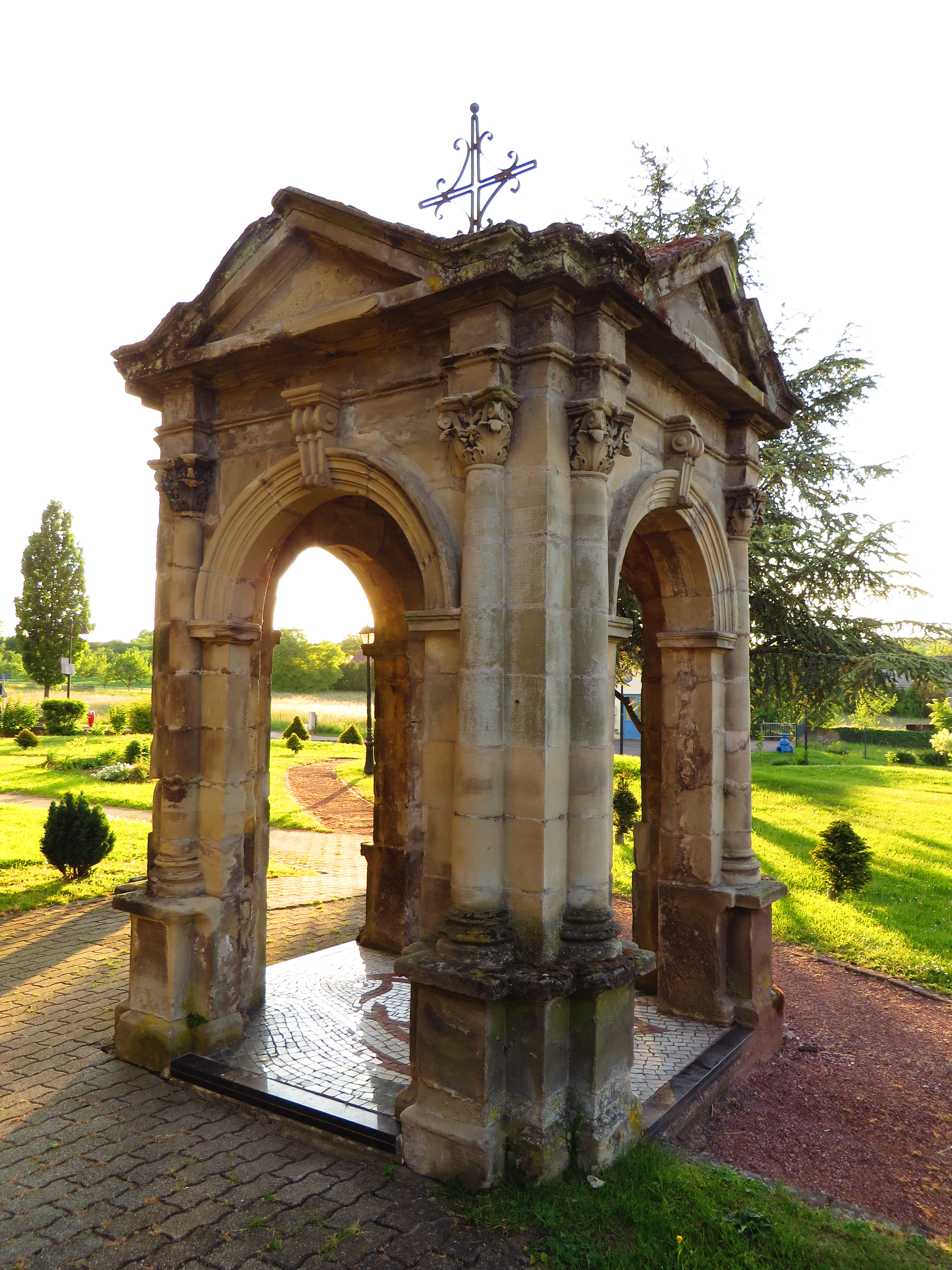
Oratorium
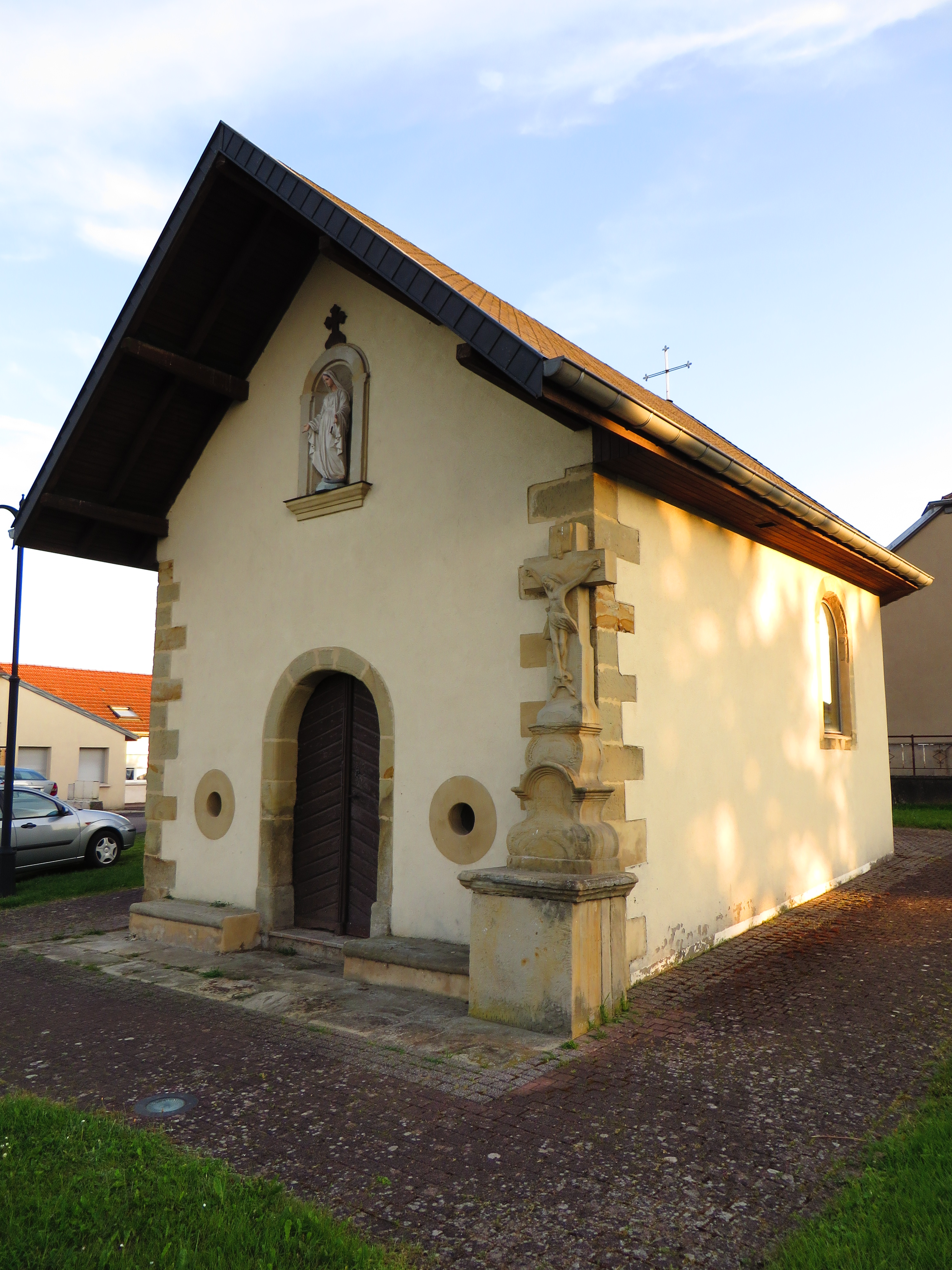
Vierzehn-Nothelfer-Kapelle

### Förderturm
Vom ehemaligen Steinkohlenbergbau, der 1979 eingestellt wurde, ist der Förderturm des ehemaligen Schachtes Folschviller 1 erhalten geblieben. Der Schacht hat einen Durchmesser von 6,55 m und reicht bis in eine Tiefe von 907 m.

## Wirtschaft und Infrastruktur
Nach dem Ende der Steinkohleförderung im März 1979 konnte eine größere Abwanderungswelle durch die Ansiedlung neuer Industrien verhindert werden. So entstand im Bereich der alten Zeche der Parc Industriel de Furst. Dort und im Industriegebiet nordöstlich des alten Dorfkerns ließen sich zahlreiche Betriebe der Metall- und Nahrungsmittelindustrie sowie Handwerks- und Dienstleistungsunternehmen nieder.
In Folschviller gibt es unter anderem sieben Bäckereien, ein Textilgeschäft, je ein Geschäft für Haushaltsgeräte und Sportartikel sowie einen Optiker.
Die nahegelegene Stadt Saint-Avold ermöglicht günstige überregionale Verkehrsanbindungen per Straße und Bahn (Autoroute A4, Bahnlinien nach Metz, Forbach und Saarbrücken).

## Belege
1. ↑  Bouteiller - Dictionnaire topographique de l'ancien département de la Moselle (1868 geschrieben)
2. ↑  Folschviller auf cassini.ehess
3. ↑  Folschviller auf INSEE
4. ↑  Église paroissiale de la Nativité de la Bienheureuse Vierge Marie. In: pop.culture.gouv.fr. Ministère de la culture, abgerufen am 22. Juni 2025 (französisch).
5. ↑  Chapelle des Saints-Auxiliaires. In: pop.culture.gouv.fr. Ministère de la culture, abgerufen am 22. Juni 2025 (französisch).
6. ↑  Beschreibung auf lorraine.charbon.free.fr
7. ↑  Zone Industrielle de Furst – Folschviller / Valmont. Abgerufen am 22. Juni 2025 (französisch).
8. ↑  Geschäfte auf annuaire-mairie.fr (französisch)